# Ray Herman
Pour les articles homonymes, voir Herman.
Ray Herman (1920-1996) est une scénariste et éditrice de comics de l'âge d'or des comics.

## Biographie
Ruth Rae Herman naît le 9 juin 1920 à Brooklyn, avec son frère jumeau George, d'une famille d'émigrés juifs polonais. En plus de son jumeau elle a trois frères et une sœur aînés. Son père est tailleur dans un quartier de Manhattan où les juifs polonais sont nombreux. En 1918 la famille déménage à Brooklyn. En 1939, Ruth achève ses études et commence à travailler. En 1940, elle signe du pseudonyme Mann des scénarios du comics Green Hornet qui sont une adaptation du feuilleton radiophonique éponyme. Ces comics sont publiés par Tem Publishing Company, dirigée par Frank Z. Temerson. Ce dernier possède plusieurs maisons d'éditions Et-Es-Go, Ultem Publications, Helnit, Holyoke Publishing, et Continental Magazines qu'il dirige de fait mais qui sont en théorie sous la responsabilité d'autres personnes. Parmi ces prête-noms se retrouve celui de Ray R. Hermann qui selon les sociétés a des rôles différents. En 1946, Ray R. Hermann est notée comme copropriétaire de la société d'édition Orbit Publishing Company qui publie Patches, Taffy, Toytown, Wanted et  Westerner Comics. L'autre propriétaire est Marjorie May. Ray Herman écrit plusieurs histoires pour les comics publiés par cette société. En 1947, Ray R. Hermann est une des personnes à l'origine de la création de l'Association of Comic Magazine Publishers qui a pour but d'établir un code de bonne conduite pour les éditeurs et d'éliminer les comics qui pourraient paraître nuisibles pour les enfants par les ligues de vertu. En 1955, la maison d'édition Orbit cesse toute activité. Rae Herman travaille alors dans la publicité puis pour des maisons d'éditions. Elle meurt le 26 décembre 1996 à Manhattan,.